# Greg Stewart
Gregory Everett "Greg" Stewart Nichols (Nueva York, 2 de septiembre de 1960-Miami, Florida; 19 de enero de 2018) fue un baloncestista profesional de nacionalidad estadounidense y pasaporte español. Con 2,04 metros de altura ocupaba la posición de pívot.

## Trayectoria
Tras formarse como jugador en la Universidad de Tulsa fue elegido en la cuarta ronda del draf de la NBA de 1982 (puesto 92 del global) por los Boston Celtics. La temporada 1982-83 decide dar el salto a Europa y ficha por el Club Baloncesto Zaragoza de España, país en el que se desarrolló prácticamente toda su carrera profesional.

## Clubes
- 1980-82 NCAA. Universidad de Tulsa.
- 1982-83 Liga Nacional. Club Baloncesto Zaragoza.
- 1983-84 ACB. Joventut Massana.
- 1984-85 Liga de Israel. Hapoel Galil Elyon.
- 1985-86 ACB. Ron Negrita Joventut.
- 1986-88 Primera B. Claret Las Palmas.
- 1988-90 ACB. Gran Canaria.
- 1990-91 Primera División. Gran Canaria.
- 1991-92 ACB. Gran Canaria.
- 1992-93 ACB. BFI Granollers.
- 1993-94 Segunda División. Caleta de Fuste Fuerteventura.
- 1994-95 EBA. Caleta de Fuste Fuerteventura.
- 1995-96 EBA. Ciudad de Las Palmas.
- 1998 ACB. Cáceres CB
- 1999-00 EBA. Ciudad de Las Palmas.

## Fallecimiento
Falleció en Miami el 19 de enero de 2018, tras una larga convalecencia a consecuencia de un infarto sufrido en julio de 2016.
El 5 de marzo de 2018 el CB Gran Canaria decidió homenajearlo retirando el número 11que lució durante sus 6 temporadas en el equipo grancanario.